# Petrus Martinus Gerhardus Maria van Haaren
Petrus Martinus Gerhardus Maria van Haaren (Nijmegen, 9 maart 1859 - Arnhem, 8 november 1937) was een Nederlandse fotograaf.
Hij was gespecialiseerd in kunstfotografie en werkte met gomdruk, broomolie, pigmo-overdrukken, kooldruk en bromides. Zijn onderwerp was voornamelijk het Nederlandse landschap. Van Haaren werd wel beschouwd als 'nestor' en 'pionier' der Nederlandse kunstfotografie'. Hij won circa 70 medailles en plaquettes voor zijn werk.
Van Haaren tekende en schilderde. In zijn jonge jaren was hij daarnaast verzamelaar van prenten. Als fotograaf maakte hij kiekjes vanaf 1890 en begon in 1897 met kunstfotografie. Circa 1922 was hij mentor van jonge fotografen. Tijdens de Slag om Arnhem in de Tweede Wereldoorlog zou, volgens fotohistoricus Jan Coppens, zijn fotocollectie verbrand zijn. De nog beschikbare foto's komen uit de verzameling van fotoclub "Gelria" te Arnhem waar ze werden ingebracht door het oud-lid De la Mar. In het prentenkabinet van de Universiteitsbibliotheek Leiden bevindt zich een landschapsfoto van Van Haaren.
Als fotograaf was hij lid en erelid van de 'Nederlandse amateurfotografie vereniging' (NAFV) en lid van fotoclub 'Gelria' te Arnhem. Zijn eigenlijke beroep was wijnhandelaar/distillateur, gevestigd aan de Jansplaats te Arnhem.

Foto’s door P.M.G.M. van Haaren:
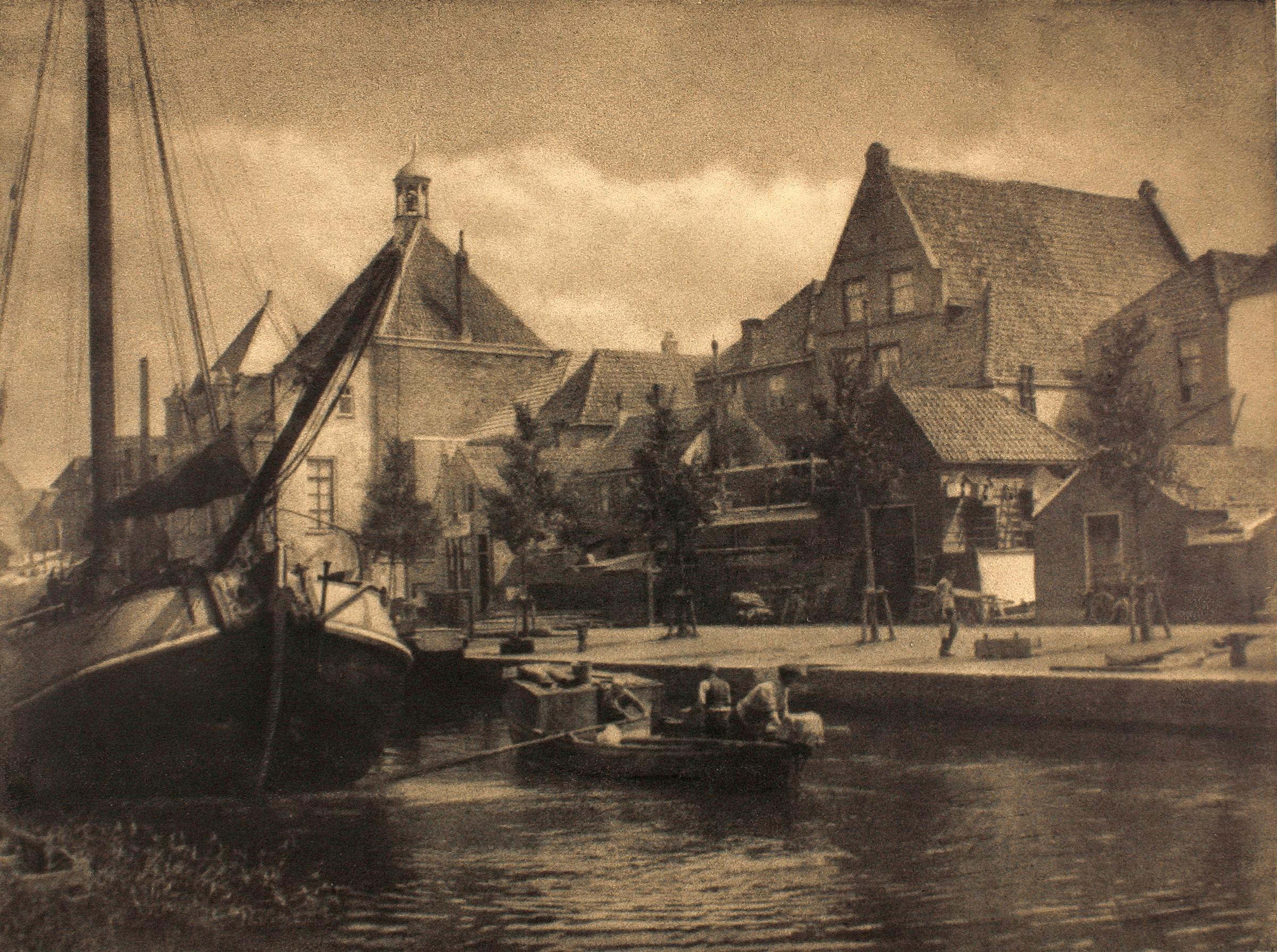
Pigmo-overdruk, ca 1920, Onder de Boompjes, Montfoort
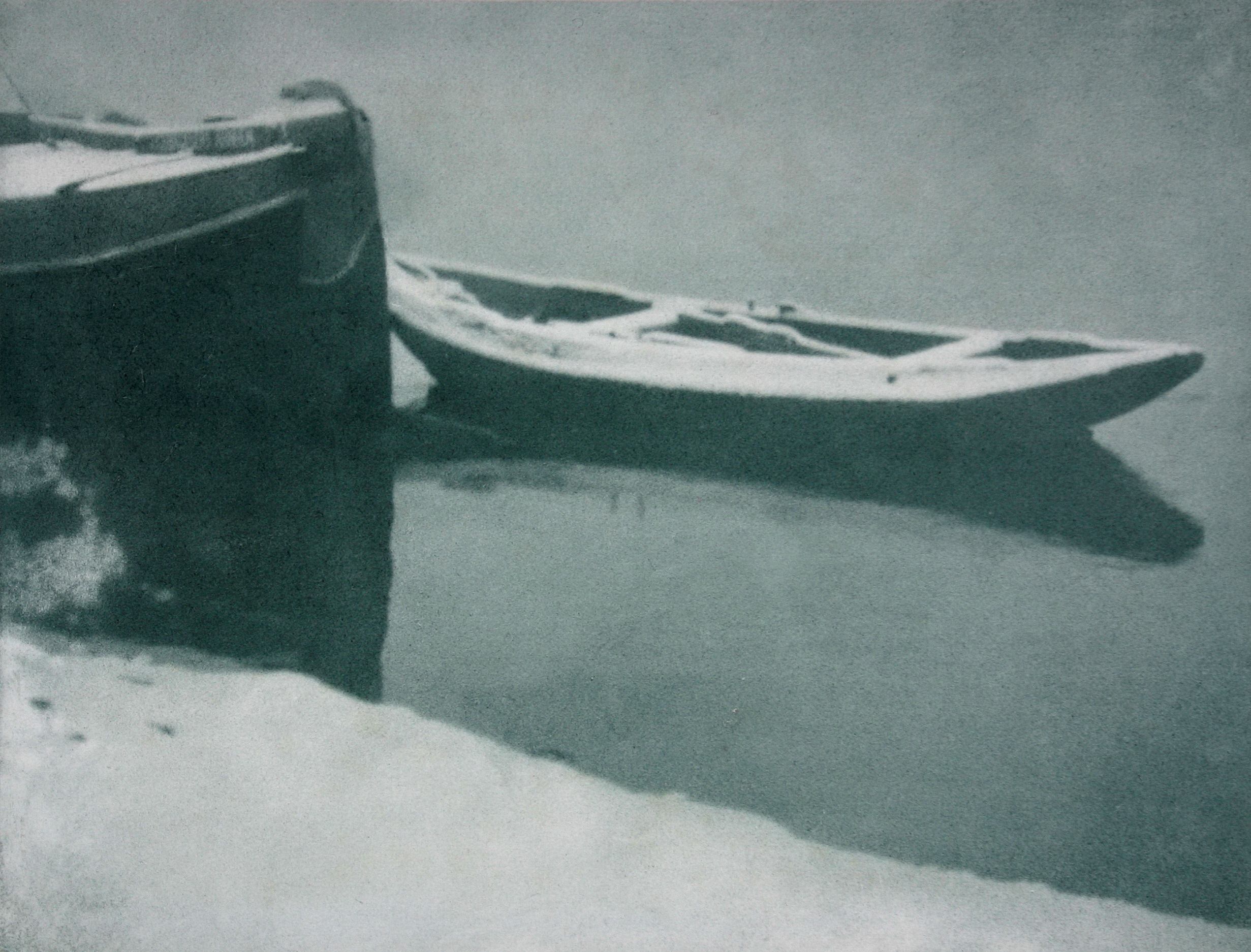
Bromide, ca 1920, bootje in winter
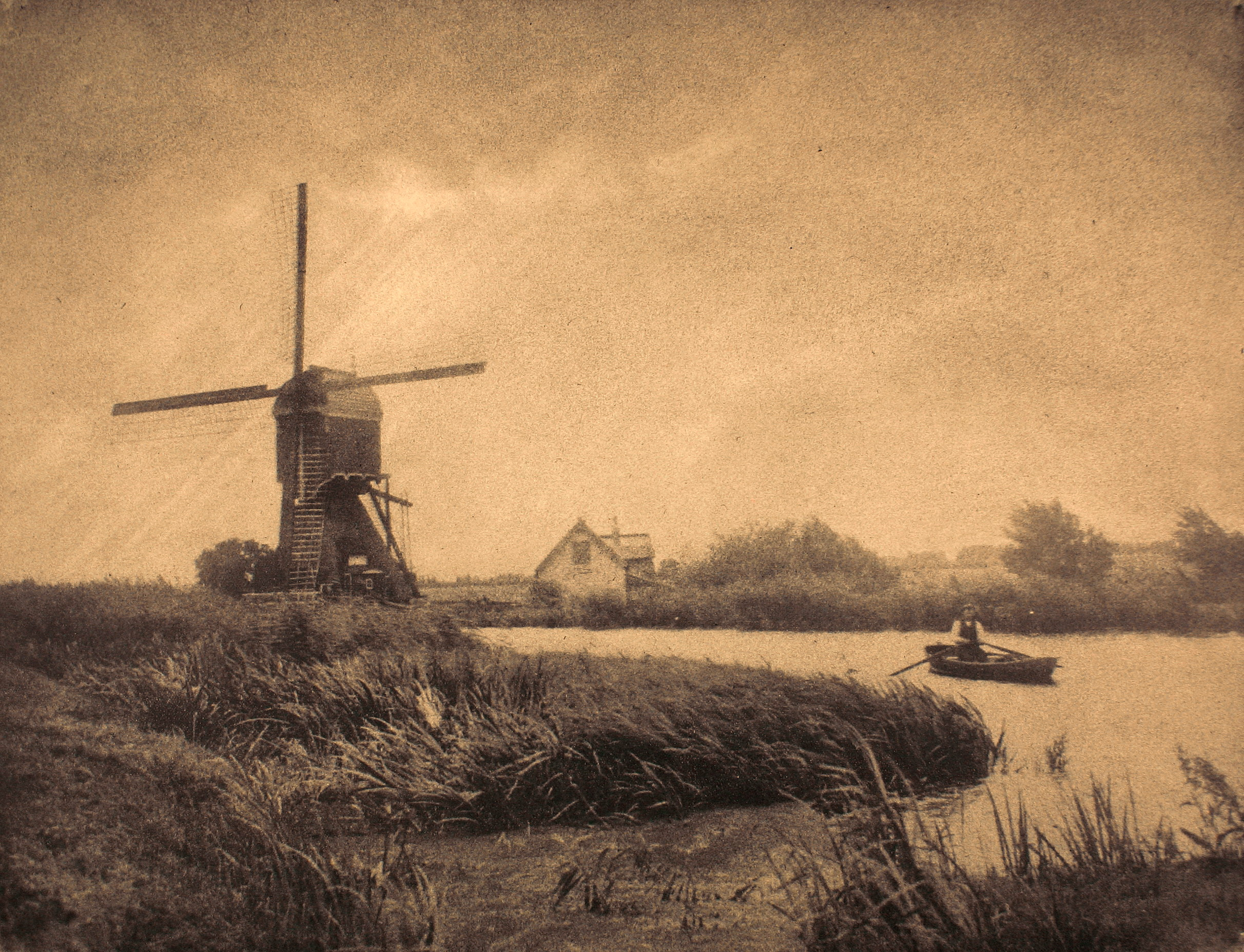
Pigmo-overdruk, ca 1920, molen met roeier